# Ребасте (Тартумаа)
Ре́басте (эст. Rebaste) — деревня в волости Элва уезда Тартумаа, Эстония.
До административной реформы местных самоуправлений Эстонии 2017 года входила в состав волости Пука уезда Валгамаа.

## География и описание
Расположена в 21  км к  юго-западу от волостного центра — города Элва, и в 43 км к юго-западу от уездного центра — города Тарту. Высота над уровнем моря — 60 метров. 
Через деревню протекает река Пуртси. 
Климат умеренный. Официальный язык — эстонский. Почтовый индекс — 67216.

## Население
По данным переписи населения 2021 года, в Ребасте насчитывалось 67 жителей, из них 64 (95,5 %) — эстонцы.
По данным переписи населения 2011 года, в деревне проживали 62 человека, все — эстонцы.
Численность населения деревни Ребасте по данным переписей населения:
| Год  | 1959 | 1970 | 1979 | 1989 | 2000 | 2011 | 2021 |
| ---- | ---- | ---- | ---- | ---- | ---- | ---- | ---- |
| Чел. | 51   | ↘ 50 | ↗ 97 | ↘ 86 | ↗ 89 | ↘ 62 | ↗ 67 |

## История
В источниках 1839 года упоминается Rebbase (корчма). На военно-топографических картах Российской империи (1846–1863 годы) обозначен хутор Ребасе. В окрестностях деревни находится городище Кививаре, которое использовалось во второй половине первого тысячелетия.
Деревня возникла вокруг корчмы Ребасте и волостного дома Аакре в конце XIX века.
В 1977 году, в период кампании по укрупнению деревень, с Ребасте были объединены деревни Хелми (эст. Helmi), Пыху II (эст. Põhu II, в 1796 году упоминается как Pöhhu) и Турбасёэди (эст. Turbasöödi).

Памятный камень красноармейцам, павшим в Гражданской войне, в деревне Ребасте, 2020 год

В советское время деревня относилась к колхозу «Аакре». 
На расположенной на территории деревни (в настоящее время — на частной земле) братской могиле времён Гражданской войны (исторический памятник с 1997 до 2023 года) был установлен памятный камень с надписью «Красноармейцам, павшим в январе 1919 года под Аакре в борьбе за Советскую власть». В протоколе от 30 ноября 2022 года рабочая группа по советским памятникам при Госканцелярии Эстонии (РГСП) признала памятник «нейтральным монументом», т. е. не подлежащим демонтажу, однако при раскопках 10 ноября 2022 года останков обнаружено не было, и памятник был ликвидирован (см. Список советских военных памятников Эстонии).

## Происхождение топонима
На топографической карте 1882 года близко друг к другу указаны хутора Rebaste и Rebase. В переводе с эстонского ′rebane : rebase′ — «лисица». Название произошло от фамилии крестьянина (во множественном числе), а та, в свою очередь, от названия хутора.